# Sélection stabilisatrice

Trois modèles définis de sélection : perturbatrice, stabilisatrice et directionnelle. Sur chaque schéma, la courbe de couleur rouge représente la répartition de la population avant l'occurrence de la sélection correspondante et la courbe de couleur bleue représente la répartition de la population après la sélection correspondante.

En génétique des populations, la sélection stabilisatrice ou stabilisante (à ne pas confondre avec la sélection négative ou purificatrice,) est un  mode de sélection naturelle dans laquelle la moyenne de la population se stabilise sur une valeur de trait non extrême particulière. On pense que c'est le mécanisme d'action le plus courant pour la sélection naturelle car la plupart des traits ne semblent pas changer radicalement au cours du temps. La sélection stabilisatrice utilise généralement la sélection négative (alias sélection purificatrice) pour effectuer une sélection par rapport aux valeurs extrêmes du caractère. La sélection stabilisatrice est l'opposé de la sélection perturbatrice (disruptive selection en anglais). Au lieu de favoriser les individus aux phénotypes extrêmes, il privilégie les variants intermédiaires. La sélection stabilisatrice a tendance à éliminer les phénotypes les plus extrêmes, ce qui entraîne un succès de reproduction des phénotypes normaux ou moyens. Cela signifie que le phénotype le plus courant dans la population est sélectionné et continue de dominer dans les générations futures. Comme la plupart des caractères changent peu au fil du temps, on pense que la sélection de stabilisation est le type de sélection le plus courant dans la plupart des populations.

En fonction des conditions environnementales, un certain loup aura un avantage sur les loups possédant d'autres variants de couleur de fourrure. Les loups avec des couleurs de fourrure qui ne se camouflent pas correctement avec les conditions environnementales seront repérés plus facilement par le cerf, ce qui les empêchera de prendre le cerf par surprise (ce qui conduira à l'élimination de ce phénotype par sélection naturelle).

## Histoire
Le biologiste évolutionniste russe Ivan Schmalhausen a fondé la théorie de la sélection stabilisatrice, en publiant un article en russe intitulé « La sélection stabilisatrice et sa place parmi les facteurs de l'évolution » en 1941 ainsi qu'une monographie intitulée « Facteurs d'évolution : la théorie de la sélection stabilisatrice » en 1945,.

## Influence sur la structure de la population
La sélection stabilisatrice provoque la limitation du nombre des phénotypes observés dans une population. En effet, les phénotypes extrêmes sont contre-sélectionnés, entraînant une survie réduite chez les organismes présentant ces traits. Il en résulte une population composée de moins de phénotypes, la plupart des traits représentant la valeur moyenne de la population. Cette limitation des phénotypes entraîne une réduction de la diversité génétique dans la population. Le maintien de la variation génétique est essentiel pour la survie d'une population car c'est ce qui lui permet d'évoluer dans le temps. Pour qu'une population s'adapte aux conditions environnementales changeantes, elle doit avoir suffisamment de diversité génétique pour sélectionner de nouveaux caractères à mesure qu'ils deviennent favorables.

## Analyse de la sélection stabilisatrice
Il existe quatre principaux types de données utilisées pour quantifier la sélection stabilisatrice dans une population. Le premier est l'estimation de la fitness (ou valeur sélective) de différents phénotypes au sein d'une même génération. La quantification de la fitness sur une seule génération permet de faire des prédictions sur le sort attendu de la sélection. Le deuxième type de données concerne les changements des fréquences alléliques ou des phénotypes à travers différentes générations. Cela permet de quantifier le changement de prévalence d'un certain phénotype, indiquant le type de sélection. Le troisième type de données concerne les différences de fréquences alléliques dans l'espace. Cela permet de comparer la sélection se produisant dans différentes populations et conditions environnementales. Le quatrième type de données concerne les séquences d'ADN des gènes contribuant à l'observation des différences phénotypiques. La combinaison de ces quatre types de données permet des études de population qui peuvent identifier le type de sélection en cours et quantifier l'étendue de la sélection.
Cependant, une méta-analyse des études qui mesuraient la sélection dans la nature n'a pas réussi à trouver une tendance générale caractéristique de la sélection stabilisatrice. La raison peut être que les méthodes de détection de la sélection stabilisatrice sont complexes. Elles peuvent impliquer l'étude des changements qui provoquent la sélection naturelle dans la moyenne et la variance du caractère, ou la mesure de l'adéquation pour une gamme de phénotypes différents dans des conditions naturelles, et l'examen de la relation entre ces mesures de l'adéquation et la valeur du caractère, mais l'analyse et l'interprétation des résultats ne sont pas simples.

## Exemples
La forme la plus courante de sélection stabilisatrice est basée sur les phénotypes d'une population. Dans la sélection stabilisatrice basée sur le phénotype, la valeur moyenne d'un phénotype est sélectionnée, ce qui entraîne une diminution de la variation phénotypique trouvée dans une population.

### Chez l'humain
La sélection stabilisatrice est la forme la plus courante de sélection non linéaire (non directionnelle) chez l'humain. Il existe peu d'exemples de gènes permettant de donner des preuves directes de sélection stabilisatrice chez l'humain. Cependant, la plupart des caractères quantitatifs (taille, poids de naissance, schizophrénie) seraient soumis à la sélection stabilisatrice, en raison de leur polygénicité et de la distribution des phénotypes dans les populations humaines.
Poids à la naissance - Un exemple classique de ceci est le poids de naissance. Les bébés de faible poids perdent de la chaleur plus rapidement et attrapent plus facilement des maladies infectieuses, tandis que les bébés de poids corporel élevé sont plus difficiles à accoucher par voie basse. Les nourrissons d'un poids plus moyen survivent beaucoup plus souvent. Pour les bébés plus gros ou plus petits, le taux de mortalité infantile est beaucoup plus élevé. La courbe en cloche de la population humaine culmine à un poids de naissance où les nouveau-nés présentent le taux de mortalité minimum.

### Chez les plantes
- Hauteur - La hauteur de la plante est un autre exemple de trait sur lequel la sélection stabilisatrice pourrait agir. Une plante trop courte peut ne pas être en mesure de rivaliser avec d'autres plantes pour la lumière du soleil. Cependant, les plantes extrêmement hautes peuvent être plus sensibles aux dommages causés par le vent. Combinées, ces deux pressions de sélection permettent de maintenir des plantes de taille moyenne. Le nombre de plantes de taille moyenne augmentera tandis que le nombre de plantes courtes et hautes diminuera[16].
- Nombre d'épines de cactus - Les populations de cactus épineux du désert subissent la prédation par les pécaris, qui consomment la partie charnue du cactus. Cela peut être évité en augmentant le nombre d'épines sur le cactus. Cependant, il y a aussi une pression de sélection dans la direction opposée car il y a un insecte parasite qui pondra ses œufs dans les épines si elles sont en densité très élevée. Cela signifie que pour gérer ces deux pressions de sélection, les cactus subissent une sélection stabilisatrice pour équilibrer le nombre approprié d'épines pour survivre à ces différentes menaces[17].

### Chez les insectes

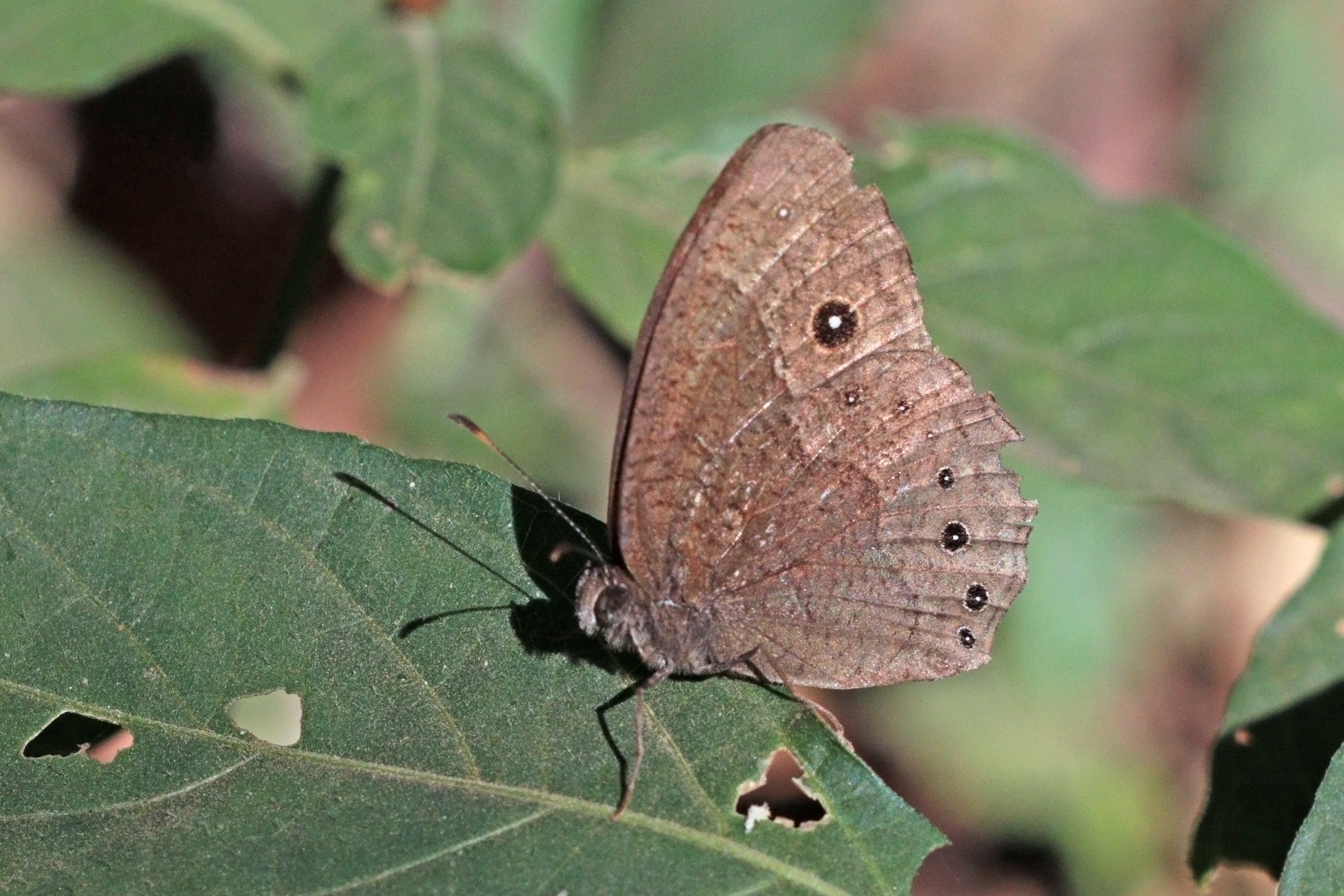
Bicyclus anynana avec ocelle sur l'aile, qui subit une sélection stabilisatrice pour éviter la prédation.

#### Points ocellaires de l'aile de papillon
Le papillon africain Bicyclus anynana présente une sélection stabilisatrice avec les ocelles sur ses ailes. Il a été suggéré que les taches circulaires en forme d'yeux positionnées sur les ailes sont fonctionnellement favorisées par rapport à celles d'autres formes et tailles.

#### Taille de la galle chez la mouche
La mouche Eurosta solidaginis pond ses œufs sur la pointe des plantes, qui enveloppent ensuite les larves dans une galle protectrice. La taille de cette galle est soumise à la sélection stabilisatrice, déterminée par la prédation. Ces larves sont menacées par les guêpes parasites, qui pondent un seul œuf dans des galles contenant les mouches. La progéniture de guêpe unique consomme alors les larves de mouches pour survivre. Par conséquent, une galle plus grande est préférée pour permettre aux larves de se cacher de la guêpe. Cependant, les galles plus grosses attirent un type de prédation différent de la part des oiseaux, car ils peuvent pénétrer de grosses galles avec leur bec. Par conséquent, la galle optimale est de taille moyenne afin d'éviter la prédation par les oiseaux et les guêpes.

### Chez les oiseaux
Taille de la couvée : le nombre d'œufs pondus par une femelle (taille de la couvée) est généralement sous sélection de stabilisation. En effet, la femelle doit pondre autant d'œufs que possible pour maximiser le nombre de descendants. Cependant, ils ne peuvent pondre que le nombre d'œufs qu'ils peuvent nourrir avec leurs propres ressources. La surponte d'œufs pourrait dépenser toute l'énergie de l'oiseau mère, la faisant mourir et entraînant la mort des poussins. De plus, une fois que les œufs éclosent, la mère doit être en mesure d'obtenir suffisamment de ressources pour garder tous les poussins en vie. Par conséquent, la mère pond généralement une quantité modérée d'œufs afin d'augmenter la survie de la progéniture et de maximiser le nombre d'individus de génération suivante.

### Chez les mammifères

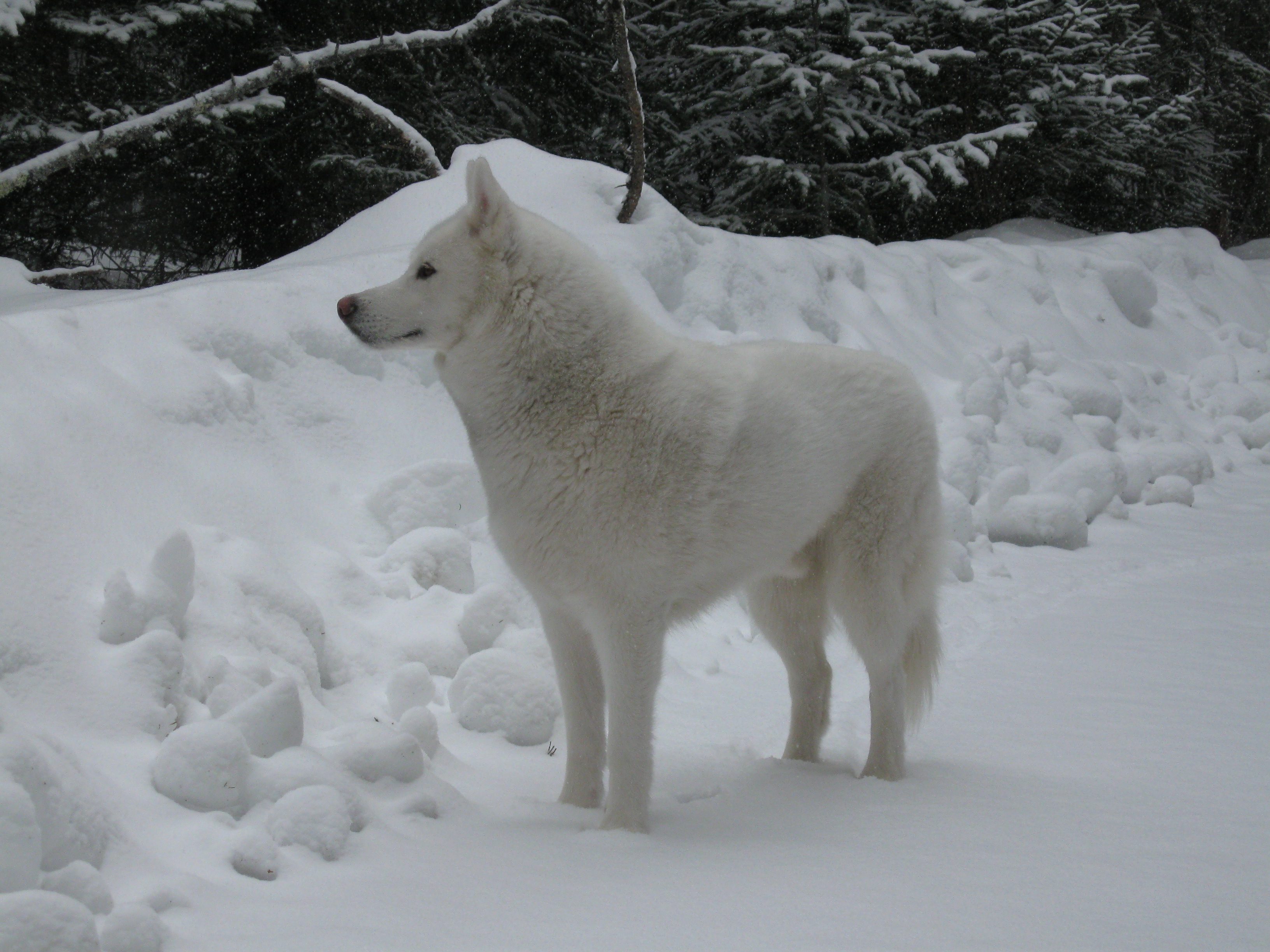
Le husky sibérien est soumis à une sélection stabilisatrice au niveau des muscles de ses pattes, ce qui lui permet d'être fort et léger à la fois.

Le husky sibérien est soumis à une sélection stabilisatrice au niveau des muscles de ses pattes. Ces chiens doivent avoir suffisamment de muscles pour pouvoir tirer des traîneaux et se déplacer rapidement. Cependant, ils doivent également être suffisamment légers pour ne pas s'enfoncer trop dans la neige. Cela signifie que les muscles des pattes du husky ont une taille idéale lorsqu'ils sont de taille moyenne, pour équilibrer leur force et leur poids.